# غلكس
الغَلَكس هو جنس نباتات مزهرة من فصيلة الكأسية خماسية الأورق تحوي نوع نبات واحد. مهدها جنوب شرق الولايات المتحدة